# Naciągacze (film 2003)
Naciągacze (ang. Matchstick Men) – amerykański film z 2003 roku w reżyserii Ridleya Scotta na podstawie książki Erica Garcii.

## Obsada
- Nicolas Cage – Roy Waller
- Sam Rockwell – Frank Mercer
- Alison Lohman – Angela
- Bruce Altman – Dr Klein
- Bruce McGill – Chuck Frechette
- Jenny O’Hara – Pani Schaffer
- Steve Eastin – Pan Schaffer
- Tim Kelleher – Kardynał
- Nigel Gibbs – Holt
- Lynn Ann Leveridge	– Urzędnik bankowy
- Jerry Hauck – Taksówkarz
- Bruce McGill – Frechette